# P.A.R.C.E. Tour
P.A.R.C.E. Tour fue una gira de conciertos que comenzó el 10 de marzo de 2011 en Seattle, Washington por el colombiano Juanes, el músico de rock en apoyo de su álbum P.A.R.C.E. de 2010, presentado por AT&T.

## Lista de canciones
El setlist fue tomada después de la primera presentación en Seattle el 10 de marzo de 2011:
1. "Yerbatero"
2. "La Paga"
3. "Nada valgo sin tu amor" (feat Dani Martín) [solo en Madrid]
4. "La camisa negra"
5. "No creo en el Jamás"
6. "Fotografía"
7. "Nada"
8. "La Soledad"
9. "Todos los Días"
10. "Volverte a Ver"
11. "Es por ti"
12. "Gotas de Agua Dulce"
13. "Y no regresas"
14. "Para tu amor"
15. "Hoy me voy / La Vida... Es Un Ratico [Acoustic]"
16. "Ámame"
17. "La Noche"
18. "Regalito"
19. "Me enamora" (feat Melendi) [solo en Madrid]

Encore
1. "Esta noche"
2. "Mala gente"
3. "Odio por amor" (feat Miguel Bosé) [solo en Madrid]
4. "A Dios le pido"

## Tour Dates
| Norte América              |                       |                        |                |                                |
| #                          | Date                  | City                   | Country        | Venue                          |
| 1                          | 10 de marzo de 2011   | Seattle, WA            | Estados Unidos | WaMu Theater                   |
| 2                          | 12 de marzo de 2011   | San Francisco, CA      | Estados Unidos | Bill Graham Civic Auditorium   |
| 3                          | 13 de marzo de 2011   | Los Ángeles, CA        | Estados Unidos | Staples Center                 |
| 4                          | 17 de marzo de 2011   | Santa Ynez, CA         | Estados Unidos | Chumash Casino                 |
| 5                          | 18 de marzo de 2011   | Las Vegas, NV          | Estados Unidos | The Joint at Hard Rock Hotel   |
| 6                          | 20 de marzo de 2011   | San Diego, CA          | Estados Unidos | Valley View Casino Center      |
| 7                          | 23 de marzo de 2011   | Denver, CO             | Estados Unidos | Fillmore Auditorium            |
| 8                          | 25 de marzo de 2011   | San Antonio, TX        | Estados Unidos | Freeman Coliseum               |
| 9                          | 26 de marzo de 2011   | Grand Prairie, TX      | Estados Unidos | Verizon Theater                |
| 10                         | 30 de marzo de 2011   | Houston, TX            | Estados Unidos | Toyota Center                  |
| 11                         | 31 de marzo de 2011   | Hidalgo, TX            | Estados Unidos | State Farm Arena               |
| 12                         | 2 de abril de 2011    | El Paso, TX            | Estados Unidos | El Paso County Coliseum        |
| 13                         | 3 de abril de 2011    | Albuquerque, NM        | Estados Unidos | Route 66 Casino                |
| 14                         | 6 de abril de 2011    | Rosemont, IL           | Estados Unidos | Rosemont Theatre               |
| 15                         | 8 de abril de 2011    | Nueva York, NY         | Estados Unidos | Madison Square Garden          |
| 16                         | 9 de abril de 2011    | Lynn, MA               | Estados Unidos | Lynn Memorial Auditorium       |
| 17                         | 10 de abril de 2011   | Fairfax, VA            | Estados Unidos | Patriot Center                 |
| European I [2nd Leg]       |                       |                        |                |                                |
| 18                         | 14 de julio de 2011   | Gijón                  | España         | Pabellón de la Guía            |
| 19                         | 15 de julio de 2011   | Vigo                   | España         | Castrelos                      |
| 20                         | 19 de julio de 2011   | Barcelona              | España         | Sant Jordi Club                |
| 21                         | 20 de julio de 2011   | Madrid                 | España         | Madrid Arena                   |
| 22                         | 22 de julio de 2011   | Granada                | España         | Palacio de Deportes de Granada |
| 23                         | 23 de julio de 2011   | Gandia                 | España         | Falkata Arena                  |
| 24                         | 26 de julio de 2011   | Murcia                 | España         | Plaza de Toros de Murcia       |
| 25                         | 27 de julio de 2011   | Málaga                 | España         | Auditorio de Málaga            |
| 26                         | 29 de julio de 2011   | Las Palmas             | España         | Estadio Gran Canaria           |
| 27                         | 30 de julio de 2011   | Santa Cruz de Tenerife | España         | Estadio de Arona               |
| North America II [3rd Leg] |                       |                        |                |                                |
| 28                         | 15 de octubre de 2011 | Miami, FL              | Estados Unidos | American Airlines Arena        |
| 29                         | 16 de octubre de 2011 | Orlando, FL            | Estados Unidos | Amway Center                   |